# A19 (België)
De Belgische autosnelweg A19 loopt van Kortrijk naar Ieper in het zuiden van de provincie West-Vlaanderen. Oorspronkelijk zou hij verder naar Veurne en de kust lopen, maar door de veranderende autosnelwegenpolitiek is hij nooit verder dan Ieper aangelegd. Vandaar moet men langs de N38 en de N8 verder richting Veurne.
Over het traject van de A19 loopt uitzonderlijk geen enkele Europese E-weg.

## Geschiedenis
Een autosnelweg Kortrijk - Veurne dook voor het eerst op in het autosnelwegenprogramma van 1960 als de A9 Brussel - Kortrijk - Veurne. In 1976 werd de A19 gedegradeerd tot expresweg. Uiteindelijk werd het deel Kortrijk - Ieper wel aangelegd als snelweg. De A19 tussen Kortrijk en Ieper werd in 1980 opengesteld. Er is langs de A19 geen enkele parking alhoewel op het gewestplan ruimte is gereserveerd voor een dienstenzone ter hoogte van Geluwe.

## Verbinding Ieper - Veurne
De verlenging van de A19 werd aan het einde van de jaren 80 opgenomen in de gewestplannen, maar de aanleg genoot nooit een grote prioriteit. In het Ruimtelijk Structuurplan Vlaanderen werd de weg niet opgenomen als hoofdweg of primaire weg, waardoor feitelijk werd afgezien van de doortrekking van de A19. De verbinding Ieper - Veurne werd wel geselecteerd als secundaire weg type I: een weg met een verbindende functie op provinciaal niveau.

## Alternatievenstudies en GRUP (2003-2014)
De bestaande N8 tussen Ieper en Veurne was omwille van de vele problematische doortochten niet geschikt voor deze functie. Daarom werden er studies opgestart om alternatieven te onderzoeken. Deze alternatieven werden ook in een plan-MER (afgewerkt in oktober 2008) onderzocht. Aanvankelijk werden vier oplossingen onderzocht:
- Model 1: een doortrekking van de A19 tot de A18. In het plan-MER werd deze oplossing als de slechtste oplossing beschouwd. Als gevolg hiervan werden de plannen voor de doortrekking begin juni 2012, na jarenlange protesten, definitief opgeborgen[3].
- Model 2: een gedeeltelijke doortrekking A19 tot net na Woesten en een heraanleg van de N8 ten noorden Woesten. In het plan-MER bleek dit de slechtste oplossing na model 1. Net als model 1 zou dit tracé het historische slagveld van Pilkem Ridge doorsnijden.
- Model 3: gebruik N38 en N369 tot Boezinge, aanleg van een verbinding tussen de N369 en de N8 ten noorden van Boezingen en Woesten en een heraanleg van de N8 ten Noorden van Woesten. In het plan-MER bleek model 3 'de beste oplossing'[4] Na model 4 bleek model 3 ook de goedkoopste optie, die na model 4 het best scoorde in de kosten-batenanalyse.
- Model 4: omleiding om Brielen en heraanleg N8 met een eventuele omleiding rond Hoogstade.

Na afronding van een eerste studie door de administratie werd in augustus 2005 nog een vijfde model toegevoegd. Dit vijfde model gebruikt de N38 tot even voor de N8 en volgt dan de Reningsestraat naar het noorden tot net na Woesten, gecombineerd met een heraanleg van de N8 ten noorden Woesten inclusief lus rond Hoogstade. Model 5 werd in het plan-MER als een "valabele" oplossing beschouwd, maar dit tracé scoorde op vrijwel alle aspecten, behalve voor lucht, slechter dan model 3. In 2014 oordeelde de Raad van State dat de toevoeging van dit vijfde model gepusht werd door een lokaal politiek akkoord en dat de keuze voor dit model niet gestoeld was op onderzoeken of adviezen. 
De Vlaamse regering-Peeters II koos voor model 5 en op 21 juni 2013 werd het GRUP 'definitief' vastgelegd. Een jaar later (21 november 2014) werd het GRUP echter gedeeltelijk (het deel van de omleiding) nietig verklaard door de Raad van State.

### Nieuw onderzoek (2016-2018)
Voor de regering-Bourgeois werd de verbinding Ieper-Veurne opnieuw als prioriteit aangeduid, maar bevoegd minister Ben Weyts zei in 2016 dat alle alternatieven opnieuw onderzocht zouden worden in een nieuw plan-MER, aangezien de cijfers in het oude rapport ondertussen verouderd waren. Ook een doortrekking van de A19 zou hierbij opnieuw als alternatief onderzocht worden. Van begin 2017 tot maart 2018 liep het participatietraject voor de verbinding Ieper-Veurne. Op 22 december 2018 werd een compromis bereikt met het eerder voorgestelde "model 4", waarbij er een omleiding rond Brielen komt en de rest van de N8 tot Veurne wordt heringericht met aandacht voor fietsers en ander traag verkeer zoals landbouwvoertuigen. Het eindrapport van het participatietraject werd op 22 maart 2018 voorgesteld en overgemaakt aan de Vlaamse regering.

## Kettingbotsingen
- Op dinsdag 19 maart 1996 in Wervik

- Op maandag 15 maart 1999 in Wevelgem, gebeurde een kettingbotsing waar 101 wagens bij betrokken waren geraakt. Er vielen twee doden en 42 gewonden.  De oorzaak was de dichte mist die over de snelweg hing en roekeloos rijgedrag van enkele vrachtwagenchauffeurs.

- Op dinsdag 3 december 2013 vonden omstreeks 09.30 uur drie zware kettingbotsingen plaats. De oorzaak was de dichte mist die over de snelweg hing. Bij de kettingbotsingen waren 132 voertuigen betrokken, er vielen twee doden en 68 (zwaar)gewonden.[8]